# SC Freiburg II
El SC Freiburg II es un equipo filial de fútbol de SC Freiburg, de la ciudad de Friburgo, en Alemania. Jugará a partir de la temporada 2024-25, en la Regionalliga Südwest tras haber descendido.

## Historia
Fue fundado en el año 1983 en la ciudad de Freiburg, de la región de Baden-Württemberg bajo el nombre SC Freiburg Amateure, nombre que utilizaron hasta el 2005 luego de cambiarlo por el actual. Es el principal equipo filial de SC Freiburg, por lo que no puede jugar en la Bundesliga.
El equipo pasó sus primeros años en las ligas provinciales hasta que en 1983 ascendió a la Verbandsliga, en la cual permaneció hasta 1986 luego de regresar a las ligas provinciales. El club retornó a la Verbandsliga en 1994, donde permaneció por 4 años hasta su ascenso a la Oberliga Baden-Württemberg tras ganar el título de la liga.
El club permaneció en la Oberliga Baden-Württemberg por 10 temporadas, siempre entre los lugares altos de la tabla, nunca entre los últimos 7 lugares antes de ganar el título de la liga en 2008 y ascender a la Regionalliga Süd. En 2012 desaparece la Regionalliga Süd y pasan a jugar en la Regionalliga Südwest, donde en la temporada 2013/14 quedaron segundos en la liga, teniendo derecho a jugar por el ascenso a la 3. Bundesliga, derecho que por cierto rechazaron y permanecieron en la Regionalliga.
Luego de ganar la copa regional en 2001 clasificaron por primera vez a la Copa de Alemania, donde tristemente fueron eliminados en la primera ronda por el FC Schalke 04 de la Bundesliga.

## Palmarés
- Regionalliga Südwest: 1

2021
- Oberliga Baden-Württemberg: 2

1998, 2017
- Verbandsliga Südbaden: 1

1998
- South Baden Cup: 1

2001